# Tweede Slag bij St Albans
De Tweede Slag bij St Albans was een veldslag van de Rozenoorlogen, een serie van burgeroorlogen tussen het Huis Lancaster en het Huis York om de troon van Engeland. De slag vond plaats op 17 februari 1461. De Yorkisten onder leiding van Richard Neville, graaf van Warwick, probeerden het Lancasterse leger van koningin Margaretha van Anjou, dat naar Londen oprukte, tegen te houden. De Lancasters slaagden erin via een flankmanoeuvre het leger van Warwick te verrassen en brachten het een nederlaag toe. Koning Hendrik VI, Margaretha's echtgenoot, die door Warwick gevangen gehouden werd, werd door de Lancasters bevrijd. De Lancasters konden hun overwinning echter niet uitbuiten en slaagden er niet in Londen in te nemen.

## Achtergrond
De onrust die in Engeland was ontstaan na het verlies van de Honderdjarige Oorlog, ontaardde in 1455 in een burgeroorlog, nadat Richard van York, leider van het Huis York, de troon opeiste ten overstaan van de zwakzinnige koning Hendrik VI. Richard mobiliseerde een leger en na een overwinning in de Eerste Slag bij St Albans werd hij benoemd tot regent van de koning. De partij van de koning, geleid door de koningin, liet het er niet bij zitten en in 1459 barstte de strijd weer los. Na een aanvankelijke overwinning op het Lancasterse leger bij Blore Heath moest York na een nederlaag bij Ludford Bridge vluchten naar Ierland. In 1460 keerde Warwick echter met een leger uit Frankrijk terug en Richard keerde terug uit ballingschap. Warwick nam Londen in en versloeg daarna het Lancasterse leger verpletterend in de Slag bij Northampton. Koning Hendrik VI werd gevangengenomen en Richard van York werd door het parlement erkend als zijn erfgenaam. Koningin Margaretha was naar het noorden gevlucht om steun te vergaren. In december 1460 trok Richard naar het noorden om Margaretha's leger het hoofd te bieden. Bij Wakefield kwam het tot een treffen en door een combinatie van verraad en roekeloosheid verloor Richard de veldslag en zijn leven.
De Yorkse claim op de troon viel nu toe aan Richards oudste zoon Eduard, Earl of March. Terwijl de Lancasterse hoofdmacht al plunderend richting Londen optrok, raakte Eduard begin februari bij Wigmore slaags met een Lancasterse leger dat vanuit Wales Engeland wilde binnentrekken. Ondertussen probeerde Warwick de opmars van de Lancasterse hoofdmacht te stuiten. Uiteindelijk bond Warwick bij St Albans de strijd aan.

## Slag
Warwick was op 12 februari aangekomen in St Albans en was de volgende drie dagen bezig met het versterken van zijn positie. Via een verrader, een man met de naam Lovelace, was Margaretha op de hoogte van Warwicks positie. Op 11 februari zwenkte het Lancasterse leger scherp af naar het westen, naar Dunstable. De verkenners van Warwick merkten deze verandering niet op en Warwick dacht dat Margaretha verder van zijn positie was verwijderd dan ze in werkelijkheid was. Via Dunstable trok het Lancasterse leger in de nacht van 16 op 17 februari naar St Albans. In de vroege morgen van 17 februari viel het leger de stad aan. De Yorkse boogschutters rondom het marktplein van St Albans slaagden erin om de aanval af te slaan, maar de Lancasters vonden een tweede weg de stad in en wisten de boogschutters te flankeren. Er volgden enkele uren van felle strijd van huis naar huis. Uiteindelijk werd de stad door de Lancasters ingenomen. De Yorkse achterhoede onder leiding van Montagu, Warwicks broer, had zich ten noorden van de stad gegroepeerd. De Lancasters vielen aan en sloegen de achterhoede uiteen. Warwick had de grootst mogelijk moeite om zijn verspreide troepenmacht te hergroeperen ten noordoosten van St Albans. De Lancasters richtten nu hun aandacht op Warwicks troepen en aan het eind van de middag, toen de zon onderging, constateerde Warwick dat zijn troepen geen partij meer waren voor de vijandelijke overmacht en hij trok zich met 4.000 overlevenden terug naar Chipping Norton in Oxfordshire.

## Nasleep
Hendrik VI die als gevangene bij de slag aanwezig was, werd zingend en verward onder een boom aangetroffen en werd met zijn vrouw en kinderen herenigd. Hoewel de weg naar Londen openlag, kon Margaretha de overwinning op Warwick niet uitbuiten. Haar plunderende troepen hadden de Londenaren angst ingeboezemd en ze hadden de poorten voor haar leger gesloten. Dit gegeven en het nieuws dat Eduard een overwinning had geboekt op haar Welshe bondgenoten, brachten Margaretha aan het twijfelen. Uiteindelijk trok de Lancasterse legermacht zich terug richting Dunstable. Veel van Margaretha's mannen, afkomstig uit de grensstreek met Schotland, verlieten beladen met oorlogsbuit haar leger en keerden terug naar huis. Eduard sloot zich aan bij Warwick en op 2 maart trokken beide mannen Londen binnen. Kort daarna werd Eduard door het parlement tot koning Eduard IV uitgeroepen.